# Jay Humphries
John Jay Humphries (Los Angeles, 17 ottobre 1962) è un ex cestista e allenatore di pallacanestro statunitense, professionista nella NBA.

## Carriera
Venne selezionato dai Phoenix Suns al primo giro del Draft NBA 1984 (13ª scelta assoluta).